# Francisco de la Cruz
Francisco de la Cruz O. P. (Lopera, España, 1529 - Lima, Virreinato del Perú, 1578), fraile dominico, catedrático y rector de la Universidad de San Marcos. Procesado y condenado a la hoguera por la Inquisición.

## Biografía
Sus padres fueron los loperanos Pero García Chiquero y María Sánchez. Inició sus estudios en la casa paterna, bajo la dirección de un clérigo, y a los 14 años fue enviado a Salamanca; pasó luego a Granada, de donde huyó para trasladarse a Alcalá de Henares, donde ingresó a la Orden de Santo Domingo. Enviado a Madrid, durante cuatro años llevó un ejemplar recogimiento, trasladándose al Colegio de San Gregorio de la Universidad de Valladolid, donde terminó sus estudios.
En dicho centro de estudios, conoció a fray Domingo de Santo Tomás, quien estaba terminando su Grammatica y su Lexicón o Vocabulario de la lengua quechua, y gracias a su influencia pidió autorización para viajar al Virreinato del Perú. Previamente, viajó a Toledo donde recibió las sagradas órdenes, y se embarcó finalmente en Sevilla.
Una vez en Lima, fue destinado como maestro de novicios (1557), pero luego pasó a Chucuito y Charcas a predicar el evangelio entre los indios. A su regreso a la capital del Virreinato, asumió la cátedra de Sagradas Escrituras en la Universidad. Elegido prior del Convento Grande del Rosario y por lo tanto, rector universitario (1566-1569), advirtió al gobernador Lope García de Castro de la inminencia de un levantamiento de mestizos y criollos, y asimismo dio hospedaje a los primeros jesuitas que llegaron al Perú.
Sin embargo, perdió su prestigio religioso y académico, al ser acusado y apresado por la Inquisición, acusado de ser alumbrado (1572). En el respectivo proceso, confirmó sus errores relacionándolos a alucinaciones psicopatológicas y prácticas sexuales. Consideró sin fundamento las 14 proposiciones redactadas por el dominico Miguel Adrián, con lo que el proceso llegó a su término (1576), y aunque se le aplicó tormento para obligarlo a retractarse (1577), fue hallado finalmente culpable por haber sido y ser hereje pertinaz, heresiarca, dogmatizador y enseñador de nueva secta y errores. Quemado en la hoguera durante el auto de fe del 1° de abril de 1578.
| Predecesor: Antonio Hervias | Rector de la Universidad de Lima 1566 - 1569 | Sucesor: Alonso Guerra |